# Юджин Леві
Юджин Леві (англ. Eugene Levy) — канадський актор, режисер, продюсер та сценарист. Лауреат трьох премій «Еммі» (1982, 1983, 2020), інших нагород.

## Ранні роки
Народився у 1946 році в єврейській родині, в канадському місті Гамільтон. Його мати була домогосподаркою, а батько — майстром на автомобільному заводі.

## Особисте життя
У 1977 році Юджин одружився з Деборою Дівайн (Deborah Divine). У них двоє дітей: син Деніел Джозеф Леві (Daniel Joseph Levy) народився в 1983 році і дочка Сара Леві (Sarah Levy).
13 грудня 2022 року було оголошено, що Леві стане ведучим і виконавчим продюсером восьмисерійного тревел-серіалу Apple Original під назвою "Мандрівник, який не хоче", прем'єра якого відбудеться 23 лютого 2023 року на Apple TV+.

## Визнання і нагороди
У 2006 році Юджин Леві удостоєний зірки на алеї слави Канади. У 2011 році Юджин Леві став членом ордена Канади. Нагороджений медаллю Діамантового ювілею королеви Єлизавети II.

## Фільмографія
- 1971 — Foxy Lady
- 1973 — Cannibal Girls
- 1979 — Running
- 1980 — Double Negative
- 1980 — Нічого особистого — Nothing Personal
- 1981 — Важкий метал — Heavy Metal (озвучування)
- 1983 — Канікули — National Lampoon's Vacation
- 1983 — Вояки — Going Berserk
- 1984 — Остання полька — The Last Polka
- 1984 — Сплеск — Splash
- 1985 — Tears Are Not Enough (Документальний)
- 1986 — Клуб «Рай» — Club Paradise
- 1986 — Озброєний і небезпечний — Armed and Dangerous
- 1987 — Наречена Бугеді — Bride Of Boogedy
- 1989 — Зона швидкості — Speed Zone
- 1991 — Батько нареченої — Father of the Bride
- 1992 — Одного разу, порушивши закон — Once Upon a Crime… (касир в казино, також режисер)
- 1992 — Залишайтеся з нами — Stay Tuned
- 1994 — Я люблю неприємності — I Love Trouble
- 1995 — Батько нареченої 2 — Father of the Bride Part II
- 1996 — Я і мої клони — Multiplicity
- 1996 — В очікуванні Гаффмана — Waiting for Guffman
- 1998 — Майже герої — Almost Heroes
- 1998 — Святоша — Holy Man
- 1999 — Таємне життя жінок
- 1999 — Dogmatic
- 1999 — Американський пиріг — American Pie
- 2000 — Победители шоу — Best in Show (также автор сценария)
- 2000 — Дамский угодник — The Ladies Man
- 2001 — Назад на землю — Down to Earth
- 2001 — Джозі і кішечки — Josie and the Pussycats
- 2001 — Американський пиріг 2 — American Pie 2
- 2001 — Інтуїція — Serendipity
- 2002 — Реплі-Кейт — Repli-Kate
- 2002 — Як Майк — Like Mike
- 2003 — Будинок догори дном — Bringing Down the House
- 2003 — Потужний вітер — A Mighty Wind (також автор сценарію)
- 2003 — Тупий і ще тупіший тупого: Коли Гаррі зустрів Ллойда — Dumb and Dumberer: When Harry Met Lloyd
- 2003 — Американський пиріг 3: Весілля — American Wedding
- 2004 — Миттєвості Нью-Йорка — New York Minute
- 2005 — Той самий чоловік — The Man
- 2005 — Американський пиріг 4: Табір — American Pie: Band Camp
- 2005 — Гуртом дешевше 2 — Cheaper by the Dozen 2
- 2006 — На ваш розгляд — For Your Consideration (також автор сценарію)
- 2006 — Цікавий Джордж — Curious George (озвучування)
- 2006 — Лісова братія — Over the Hedge (озвучування)
- 2006 — Американський пиріг 5: Гола миля
- 2007 — Американський пиріг: Переполох у гуртожитку
- 2009 — Губі — Gooby
- 2009 — Американський пиріг: Книга кохання
- 2009 — Астробой — Astro Boy (озвучування)
- 2011 — Вибивала
- 2012 — Американський пиріг: Знову разом
- 2012 — Програма захисту свідків Медеї
- 2016 — У пошуках Дорі — Finding Dory Батько Дорі (озвучування)